# James H. Lane
James Henry Lane (Lawrenceburg, Indiana, 1814. június 22. – Leavenworth, Kansas, 1866. július 11.) az Amerikai Egyesült Államok indianai származású jogásza volt, aki önkéntesként harcolt a mexikói-amerikai háborúban és ezredesi rangig vitte.
Lane a háború sikerének farvizén ismertségét politikai karrierre váltotta. Az Indiana állami törvényhozás után Kongresszusi képviselő lett, de politikai karrierjében törés állt be az elmérgesedő vitában, melyet a közéletben a rabszolgatartásról folytattak. Az újrakezdéshez áttelepült Kansasbe, a Jayhawkerek oldalán részt vett a kansasi polgárháború véres összecsapásaiban és gerillavezetői tapasztalatát később az amerikai polgárháborúban kamatoztatta. Kansas belépett az Egyesült Államok tagjai közé, az északi lakosság megválasztotta Lane-t Kansas szenátorának (1861–1866). A háború folyamán szokatlan módon a Kongresszusban helyet foglalt szenátorként az Egyesült Államok szövetségi hadseregében szolgált és dandártábornoki rangot ért el. Az egész életében depresszióval küzdő Lane 1865-ös újraválasztása után 1866-ban öngyilkosságot követett el.
Lane nem keverendő össze a névhasonmásával, James Henry Lane virginiai tanár és katonatiszttel, aki a konföderációs oldalon harcolt a háborúban.

## Élete

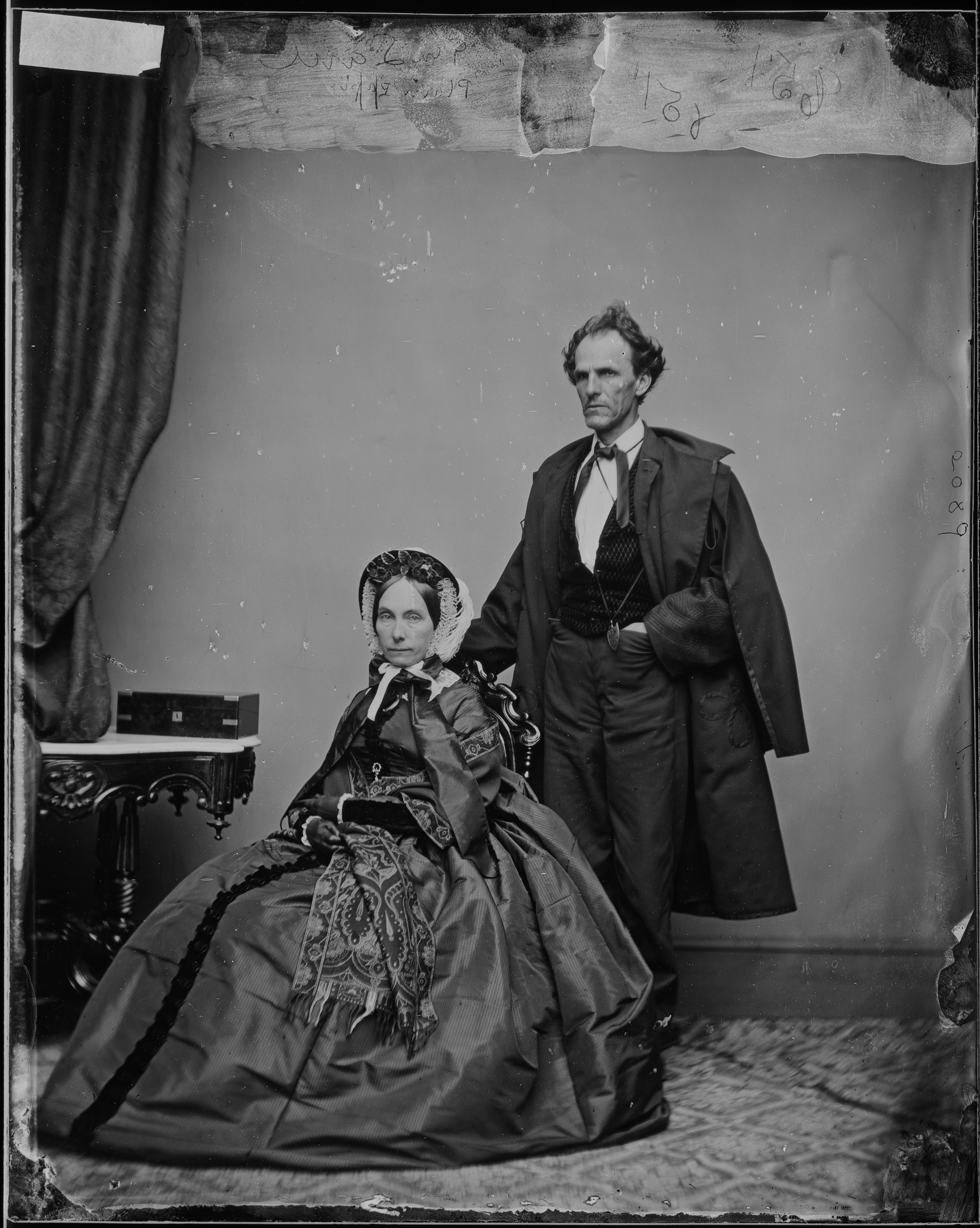
James H. Lane és felesége egy 1855 után készített felvételen.

### Családi háttere
Apja Amos Lane New York állambeli jogász volt. 1806. január 5-én feleségül vette Mary Foote Howse-t, akivel öt közös gyermekük született, két lány és három fiú. Mary 1798-ban, alig húszéves korában már megözvegyült és ifjúkori férje, Samuel Alfred Howse halála fölötti gyásza mélyen rányomta bélyegét a személyiségére. Pár hónapos kisgyermekével, Alfreddel nővére családjához kényszerült költözni és mikor azok Connecticutból megélhetést keresve elköltöztek, velük tartott. A New York állambeli Ogdensburgben, a Szent Lőrinc-folyó mentén frissen alapított kis településen találkozott Amos Lane-nel 1805 őszén.
1807 júliusában megszületett Amos és Mary első gyermeke, akit szintén Mary névre kereszteltek. Jobb megélhetést keresve a család továbbköltözni kényszerült, mint oly sokan mások, a vad nyugat felé, de a kis Alfredet Mary nővérének házában hagyták, aki ott is nőtt föl. Egy évre Cincinnati közelében, az ohiói North Bendben a Brown család farmján telepedtek le, ahol 1809 márciusában megszületett a második lánygyermek, Ann, és Mary metodistává keresztelkedett. Vallási meggyőződését később elmélyítve gyermekeit is ebben a hitben nevelte fel. A környék gazdaságilag prosperált a kenderipar felívelésének köszönhetően és Amos Lane jövedelmező jogászpraxist tudott kiépíteni Boone megyében, Indiana, Kentucky és Ohio államok határvidékén.
1810-ben A család az Ohio-folyó déli partjára, Tousey Townba költözött, ahol megszületett első fiuk, John Foote Lane. A família ekkor már rendezett körülmények között, saját portáján élt, Amos jogászirodája a burlingtoni megyeszékhelyen prosperált, Mary pedig iskolai tanító lett. 1812-ben már volt pénzük Burlingtonba költözni, ahol Mary magániskolát nyitott, melyet 70 gyermek látogatott. 1812-ben megszületett George W. Lane. 
1814-ben a föderalisták politikai ereje megtört és a korábban elutasított Amos jogi gyakorlatot kezdhetett Indiana territóriumon, így a jeffersoni demokrata kötődésű család átköltözött az Ohio-folyó északi partjára, a Dearborn megyei Lawrenceburgbe. Amost 1815-ben kinevezték Dearborn megye vizsgálóügyészévé. James Henry Lane 1814. június 22-én született a lawrenceburgi otthonukban. Az ötödik gyermek volt a családban; nála fiatalabb csak az 1817-ben megszülető Jane húga és az 1819-ben születő William öccse volt. Alig egy hónappal születése után meghalt anyjának bátyja, ami megint súlyos gyászba borította Maryt. A melankolikus levertségre való hajlamot James is örökölte tőle.
Amost 1816-ban beválasztottak az Indiana állami törvényhozásba képviselőnek, majd 1817-es újraválasztása után a törvényhozás Demokrata párti frakcióvezetője lett. Az 1830-as években két cikluson át az Amerikai Egyesült Államok Kongresszusának indianai képviselője volt. Amos Lane a sikertelen újrázási kísérlet után visszatért az indianai politikába és jogászi karrierjét is folytatta.

### Fiatalsága és családi háttere
Az 1820-as években folyamatos nyári lidércnyomást okozott a folyóparti településeknek a kolerajárvány. James kilencéves korában kolerában meghalt a négyéves William. Édesanyja a kiterjedt család minden tagjának halálakor összeomlott és a gyermekek már mindannyian elég idősek voltak hozzá, hogy megértsék és átérezzék a tragédiát. 1824-ben a gyermekek unokatestvére, Charles Davies után John Foote Lane is beiratkozott a West Point katonai akadémiára, így a család katonai háttere erősödött. John anyjához hasonlóan borongós alkat volt és James szinte sosem írt neki leveleket az akadémiára, amit a magány kínozta John hiányolt.
1824-ben Ann Lane feleségül ment George P. Buellhez, aki 1826-ban, örökbe fogadta elhalt testvére gyermekeit, közte unokaöccsét, Don Carlos Buellt. Az ifjú Don Carlos szülei halála után bácsikájához Lawrenceburgbe költözött és összebarátkozott a hasonló korú George-dzsal és Jamesszel. A harmadik kapocs a Buell és Lane családok között 1840-ben jött létre, mikor George Lane elvette feleségül Don Carlos hugát, Sallie-t.
James 16 éves korától fogva George bátyjával id. George C. Buell lawrenceburgi disznóhús kereskedésében dolgozott. 1831-ben anyja befolyására James Ann nővérével egyidőben metodistává keresztelkedett. Később ennek őszinteségét kétségbe vonták, de anyja korabeli levelei tanúsága szerint hitt a meggyőződésük őszinteségében. 1832. június 14-én, tizennyolcadik születésnapján James alkalmazottból üzleti partner lett Buell kereskedésében. A még a születésnapja előtt kitört Black Hawk háború novemberi lezárásakor a tárgyalásokon részt vevő James jövedelmező koncessziókra tett szert, a családi levelezés tanúsága szerint 2000 dollár értékben. A nullifikációs krízis idején Andrew Jackson elnök híveként az Unió oszthatatlan egysége mellett foglalt állást. Saját bevallása szerint 1832-ben, tizennyolc évesen megtartotta élete első politikai beszédét, melyben Jackson újraválasztását támogatta. Bátyja ekkor mint a hadsereg hadnagya a Jackson elnök indián kitelepítési politikáját intézte Ohio államban. A csaktó indiánok kitelepítésekor igyekezett befolyását és tudását az irányban hasznosítani, hogy sógora és öccse élelmiszervállalkozása üzleti megbízásokat kapjon.
1833 novemberében apja, Amos politikai karrierje zenitjéhez érkezett, mikor megválasztották Indiana állam képviselőjének és Washingtonba utazott kongresszusi székének elfoglalására. Mivel anyja nem kísérte el a fővárosba, a lawrenceburgi Lane rezidencia a gyermekek felnövésével sem ürült ki, mert a fiatalabbak, James, George és Mary jelenlétükkel próbálták magányossá vált anyjuk kedélyállapotát javítani. Az 1830-as évek első felében James üzleti utazáson New Orleansba hajózott, ahol megismerkedett a rabszolgasággal és az azt irányító Slave Pens piaccal. 
1856 szeptemberében Nebraska City-ben tartott politikai beszédében úgy utal erre, mint egy az útra, amely megalapozta a rabszolgasággal szembeni ellenérzéseit: „A Mississippi partjain ébredtem rá a rabszolgaság intézményének felülvizsgálatára”, mikor útitársával kifogytak a pénzből és egy ültetvényen kopogtattak munkáért. Lane kiemelkedő képességű ácsként és asztalosként mutatta be útitársát és alkalmazását kérte, „mely mindkét félnek előnyére szolgálna”. A tulajdonos azonban hüvelykujját mellényébe akasztva gúnyosan azzal torkollta le őket: „Tegnap már két asztalost is vásároltam!” Lane, beszéde szerint megérezve a politikai jelentőséget arra gondolt: „Egek ura! Ha ezek az emberek asztalosokat, lakatosokat, gépészeket vásárolnak, vajon mennyi időbe fog telni, míg minket is eladnak azokon az emberárusító piacaikon?” 1856-ból visszatekintve ezt talán így nézett ki számára, azonban az 1830-as években James H. Lane még nyomát sem mutatta annak, hogy a rabszolgasággal akarnak konfrontálódni.

### Családi tragédiák és a politikai karrier kezdete
1836 tavaszán James és George New Yorkba utazott üzleti ügyben és eközben megerősítették a Davies családhoz fűződő rokonsági kötelékeiket. Pár héttel később, májusban gyermekágyi lázban meghalt Jane húga, októberben pedig John bátyja lett öngyilkos. Anyja naplója szerint John annyira nem tudta elviselni a gondolatot, hogy húga egymaga maradt a túlvilágon, hogy igyekezvén védelmet nyújtani számára, szemen szúrta magát kardjával. George testvérük azonban meg volt győződve róla, hogy baleset történt. A kettős tragédia mélyen megrázta a családot és Jamesen is nem hegedő lelki sebeket hagyott.
James huszonegyedik évét betöltve a hagyománynak megfelelően függetlenné vált szüleitől és eldönthette, hogy milyen önálló életet kíván folytatni. John halálával apja elvesztette politikai munkáját megkönnyítő helyettesét. James elhatározta, hogy abbahagyja az üzletelést és George P. Buellel folytatott üzleti partnerségéből kilépve jogászi és politikai pályát kezdett építeni, mindkét területen apja nyomdokaiba lépve. 1837-ben elnyerte a lawrenceburgi postamester pozícióját. 1836-tól 1839-ig a városi tanács tagja és jegyző volt. 1840-re James megszerezte a jogászi képesítést Indiana államban, így helyettesíteni tudta a jogi irodában az indianai állami törvényhozásban ismét képviselővé választott apját. 1841. november 29-én a Lawrenceburgben feleségül vette Mary Elizabeth Baldridge-et. Öt közös gyermekük született, Ellie 1844-ben, James Henry Jr. 1848–ban, Anna 1852–ben, Mary 1854-ben és Thomas 1864-ben.
1840 januárjában skarlátot kapott, és meghalt a mindössze négy éves „Kicsi Jane”, James húgának leánya, majd 1841 augusztusában apja, Arthur St. Claire is betegségben hunyt el. 1841-ben Amos Lane is megbetegedett, de hosszú lábadozás után felépült. Ezalatt James a családi klán egy másik tagjával James P. Drake-kel dolgozott az indiana állami helyi politikában. Céljuk a Dearborn megye székhelyének Wilmingtontól való visszahódítása volt. 1844-ben sikerrel is jártak és Lawrenceburg ismét megyeszékhellyé vált. Ugyanez év márciusában megbetegedett és meghalt James nővére, George P. Buell felesége, Ann Lane Buell.

### Szerepvállalása a mexikói háborúban

#### A politikai előzmények
1844-ben James H. Lane Polk elnökké választását támogatta, mivel az expanzionista politika növekvő népszerűsége őt is elérte. Ez egyben a Demokrata párt egymással vetélkedő jacksoni és calhouni szárnyainak együttes háttérbe szorításával új pártegységet teremtett. James lelkesen támogatta Texas felvételét az Unióba, akkor is, ha az növelte az esélyét, hogy háború tör ki Mexikóval, mert szeme előtt már egy óceántól óceánig terjeszkedő Egyesült Államok lebegett. Az ideológiai indok, az autokratikus hatalom elnyomása alóli felszabadítás szintén jól csengett számára. James alig várta a politikai kapcsolatok megromlását és az elnök önkéntesek fegyverbe állítására vonatkozó rendeletét.

#### A hadjárat kezdete
A Mexikói–amerikai háború kitörésével James K. Polk elnök felhívására Indiana 3000 önkéntest volt köteles kiállítani és Lane szervezni kezdte az állami milíciát. Saját vagyonából 750 dollárt áldozva igen gyorsan talpra állított egy ezredet a Jeffersonville mellett, melyért az Indiana State Bank lawrenceburgi fiókja kompenzálta. Erőfeszítése jutalmaként elnyerte a 3. indianai önkéntes ezred parancsnokságát. Katonáival sikerült jó viszont kialakítania, de közvetlen parancsnokával, az elnök által párthűségi alapon kinevezett névrokonával, Joseph Lane dandártábornokkal már jóval kevésbé. Zachary Taylor vezetésével 1846. június 19-én az Indiana dandár gőzhajóra szállva New Orleans-ba utazott, majd onnan Brazos de Santiago táborába a Rio Grande mentén. A rossz víz és a higiénés hiány miatt sok katona megbetegedett. Lane másokhoz hasonlóan olyan súlyos, krónikus hasmenéses fertőzést kapott, ami egész életében visszatérően kínozta és valószínűleg hozzájárult nehéz természetének kialakulásához.
Taylor hadjáratának leállítása után 1847. február 20-án Lane és tisztjei a katonák közelgő leszerelése után várhatólag kialakuló helyzetet és a jövőbeli pozíciók elosztását vitatták meg. Lane a szombati szemlén négyszög alakzatba állíttatta embereit, amikor Lane dandártábornok hangnemét zokon véve elmérgesedő vita robbant ki közöttük. A tábornok azt firtatta, hogy az ezredes kételkedik-e a szavában, mire azt a feleletet kapta, hogy „Isten nevére, igen, uram!”. Az összeverekedő feleket a tiszteknek kellett szétválasztaniuk. Mikor Lane elhagyta volna a helyszínt, a tábornok utánaszólt, hogy „készüljön föl”, vélhetőleg egy párbajszituációra. Az ezredes lecsitította katonáit, hogy ne avatkozzanak közbe a dandárparancsnokkal való konfliktusába. Amikor felettese a háta mögött fennhangon azt kérdezte, hogy készen áll-e, Lane utasítást adott egy katonájának, hogy töltsön meg egy fegyvert és dühödten azt vágta vissza, hogy „Átkozottul hamar készen lehetek!” A kihívó hangnemre valószínűnek látszott, hogy a tábornok a fegyverhez nyúl és hátba lövi, de az ezredes védelmében katonák sokasága töltötte meg a fegyverét, hogy visszalőjenek. A katonai rendészet főnökének érkezése még idejében elhárította a vérontást, amely a jelenlévők szerint azzal fenyegetett, hogy mindkét tisztet lelövik.

#### A Buena Vistai-i csatában
A Buena Vista-i csatában Lane ezredét először a döntő pozíciót elfoglaló amerikai tüzérség védelmezésére rendelték ki. Az ezredre azonban csakhamar szükség lett a vonalon támadt lyuk betöméshez, amikor William A. Bowles ezredes hibájából kifolyólag a 2. indianai ezred megfutamodott. Lane makacs és sikeres helytállással védte meg az Indiana dandár becsületét, melyen a 2. indianai önkéntes ezred menekülése sebet ejtett. Lane alakulata Jefferson Davis 1. missouri önkéntes ezredének oldalán aznap minden mexikói rohamot visszavert és ezzel hozzájárult Antonio López de Santa Anna hadseregének visszavonásához. A hat hét alatt hazaérő hírek alapján az indianai sajtó helytállásáért Lane-t dicsőségben fürdette a szerencsétlen döntéséből kifolyólag ezrede megfutamodását előidéző Bowles ezredessel összevetve.
Lane sikere nyomán a 2. ezredben szolgáló és a megfutamodás után újra csatasorba álló bátyja, George Wright Lane képviselővé tudta választatni magát az indiana állami törvényhozásban. A hazatérő és szolgálati idejük lejártával leszerelő veteránok helyére Lane új ezredet kezdett toborozni. 1847 októberében ennek szervezése már előrehaladott állapotba került. 1847 szeptemberében Lane-t az 5. indianai önkéntes ezred parancsnokává választották, november 1-jén az ezred már úton volt New Orleans felé, majd három héttel később partra szállt Veracruznál Winfield Scott Yucatán-félszigeti hadjáratában. Az 5. indianai ezred jórészt megszállási feladatokat kapott. Lane-t Mexikóváros bevétele után kinevezték a főváros katonai rendészparancsnokának. Az otthoni gazdasági nehézségek hallatán 1848 júniusában Lane feleségének írt levele tanúsága szerint már igen vágyakozott haza.

### Az indianai és az országos politikában
Katonái 800 dollárt gyűjtöttek össze, hogy egy díszkardot ajándékozhassanak parancsnokuknak, melyet 1849. január 8-án adtak át. Január 8-át a Demokrata párt hagyományosan Jackson-napként ünnepelte meg, mint Andrew Jackson győzelmének napját a New Orleans-i csatában. Az állami törvényhozás halljában tartott ünnepségen eldőlt, hogy a háborús hős Lane-t indítja a párt Indiana állam kormányzóhelyettesi posztjáért. Az 1849 augusztusában megválasztott Lane pozícióját 1853-ig töltötte be. Nem sokáig örülhetett sikerének, mert szeptember 2-án apja meghalt a környéket sújtó kolerajárványban. 1851-ben Indiana állam hivatalos vendéglátójaként fogadta Kossuth Lajost annak emigrációs amerikai körútján. Az 1848-as forradalom a negyvenes-ötvenes években Indianába is tömegével bevándorló németek körében népszerű volt és az Egyesült Államok, noha európai beavatkozásra egyáltalán nem gondolt, szimbolikusan felkarolta a nemzeti önrendelkezési gondolatot.
Lane ambíciói a Kongresszus felé mutattak; 1852 augusztusában a Demokrata párt jelölte őt a 4. kongresszusi kerület képviselőjelöltjének. A választást megnyerve 1853 márciusától 1855 márciusáig az Amerikai Egyesült Államok Kongresszusának képviselője volt. Gaetano Bedini bíboros, pápai nuncius amerikai körútján Cincinnatiban is megállt. A távozását követelő, felizgatott 48-as német bevándorlók összeverekedtek a nuncius lakhelye elé kirendelt rendőrséggel és a zavargásban egy polgárőr meghalt és tizennégy német megsebesült. Az esetet a sajtó is a tollára vette és országos botrány kerekedett belőle, melyben az antikatolikus-protestáns-rómaellenes nézetek ütköztek a szabadságjogok és a Vatikánnal fenntartandó jó kapcsolatok nézeteivel. Cincinnati Lane képviselőkörzetében volt és a disputa rossz fényt vetett rá. A tömeges bevándorlás miatt nativista ellenállás vette kezdetét, mely különösen erőteljesen lépett színre Indiana államban. A Know Nothing mozgalom és pártja rövid időn belül vezető erő lett Indianában és Dearborn megyében 1854-ben az abszolút többséget is megszerezte. A bevándorlókkal való jó kapcsolatot fenntartó Lane hirtelen politikai vákuumba került és északi demokrataként a Kansas–Nebraska-törvény körüli viták sem segítették helyzetét. Lane az előre látható kudarc miatt betegségre hivatkozva nem mérette meg magát az 1854-es kongresszusi képviselői választáson. A betegség a Mexikóban elkapott járványos hasmenés volt, mely sok veterán életét megkeserítette és Lane-t is gyakran távoltartotta a Kongresszustól. Vita van annak megítélésében, hogy az Indianában ellenszenvvel fogadott Kansas–Nebraska-törvény pártfegyelemből való megszavazása mennyiben járult hozzá további népszerűségvesztéséhez.

### Kansasi fordulata
1854 decemberében Lane édesanyja elhalálozott, 1855 februárban felhagyott lawrenceburgi jogászirodája reklámozásával és márciusban lejárt képviselői mandátuma. Mivel indianai kötelékei meggyengültek, követve szülei exodusát áprilisban útra kelt. Hosszú, Missouri államot inkognitóban átszelő szekérút végén családjával Kansas territóriumban telepedett le, Lawrence városában. Egyes vélemények szerint Stephen A. Douglas sugalmazására és megbízásából cselekedett, hogy létrehozza a Demokrata párt kansasi szervezetét. Charles Robinson és más politikai vetélytársai később azt híresztelték, hogy Lane egy néger rabszolgalányt vásárolt, aki miatt elhagyta feleségét, s Mary Baldridge Lane visszaköltözött Indianába. A valóság ezzel szemben az volt, hogy a 18 hónapos Eugenie és a három éves Anne lányuk mellé segítőt kerestek. Annie hamarosan megbetegedett és 1855. június 18-án meghalt. A Lane házaspár kapcsolata valószínűleg emaitt és a kansasi újrakezdés nehézségei miatt romlott meg. Az indianai kényelemhez szokott Mary nem bírta a határvidéki nehézségeket, így a temetés után gőzhajóra szállt és lányaival visszaköltözött Lawrenceburgbe. Mivel férje nem jelentkezett, 1855 novemberében válókeresetet nyújtott be a dearborni bíróságon. Csak a 11 éves ifjabb James H. Lane maradt a politikába azonnal belebonyolódó apjával Kansasben. 1856 áprilisában visszalátogattak Lawrenceburgbe, de a viszony nem javult meg és május 17-én a bíróság kimondta a válást. A pár 1855-ben elvált, majd két évvel később újraházasodott.
Lane született politikai opportunista volt, és hamar észrevéve, hogy Kansasben a abolícionistákkal és a republikánusokkal szimpatizáló telepesek özönlenek be északról, akik körében a Demokrata párt nem számíthatott népszerűségre. Lane így tábort váltott és különleges szónoki képességeit Charles Robinsonnal, Hanna Ropes-szal és másokkal Republikánus Párt kansasi szervezete megalapításának szolgálatába állította. Lane az 1855 november-decemberében egy gyilkosságba torkolló birtokvitából kibontakozó Wakarusa háborúban a Free-State pártiak települése, Lawrence védelmének egyik vezetője volt és a Free-State milícia vezérőrnagyává választották. John Brown és abolicionista fanatikusai Lane gyújtó hangú szónoklatai ellenére ideológiailag „langyosnak” tartották. Wendell Stephenson, Lane életrajzírója szerint „Ez a krízis jelentette a fordulópontot Lane karrierjében. Lényegében véve addig konzervatív volt, míg az események kiváltotta hisztéria meg nem ágyazott a radikálisok vezetésének.”
1855. december 15-én összeült a topekai alkotmányozó konvenció, melynek végrehajtó bizottsági elnöke Lane lett. A Topeka konvenció a Free-State telepesek kísérlete volt rabszolgatartást megtiltó alkotmányt teremteni Kansasben. Az alkotmánytervezetet 1856. január 15-én a territoriális választással együtt szavazták meg. A Free-State pártiak között volt egy frakció, mely a négerek tartózkodását en bloc be akarta tiltani, de Lane leszavaztatta az indítványukat. A Lewis Cass michigani szenátor által benyújtott indítvány a Kongresszusban elbukott és január 24-ei beszédében Franklin Pierce elnök az egész felforgatónak nevezett kísérlet vezetőinek letartóztatására szólított föl. Ezt a Free-State-párti kansasi törvényhozás teljes mértékben figyelmen kívül hagyta és 1856. március 4-én ülésezni kezdett, majd július 4-én kérelmet nyújtott be a Kongresszushoz hogy Kansas tagállammá válhasson. A lázadó törvényhozást július 4-én a szövetségi hadsereg Edwin V. Sumner ezredes parancsnoksága alatt álló három svadronja oszlatta fel.

### A kansasi polgárháborúban
1856. május 21-én Samuel J. Jones Douglas megyei sheriff rabszolgatartó milicistái megtámadták és kifosztották a Free State hívők bázisának számító Lawrence-t.
1856 tavaszán a Topeka alkotmány alapján megválasztották az Egyesült Államok kansasi szenátorának, csakhogy a Kongresszus demokrata többsége semmisnek nyilvánitotta a Topeka-alkotmányt és megtagadta Kansas államként való elismerését, így Lane-nek sem adott szenátori széket. Májusban George W. Deitzlerrel, Dr. Charles Robinsonnal és más abolicionistákkal perbe fogták árulásért, mely elől északra menekült és szónoki tehetségét csillogtató beszédekben népszerűsítette a rabszolgatartás elleni kansasi küzdelmet. 1856 augusztusában John Brownnal és csoportjával együtt visszatért Kansasbe és aktívan részt vett a folytatódó ellenségeskedésben. Brown és emberei június 4-én egyszer már megtámadták a rabszolgatartók támaszpontját, Franklint, de nem tudták bevenni. Franklin erődjét ezt követően megerősítették a déli szimpatizánsok.
1856. augusztus 12-én a Free State milíciája ismét megtámadta a várost, ezúttal Lane vezetésével. Sötétedés után legalább 75 főnyi, de lehetséges, hogy két századnyira rúgó milicista indult el Lawrenceből az erőd lerombolásának céljával. Körülbelül húsz fegyveres védte Franklint és az erődöt. Az összecsapás órákon keresztül folyt a sötétben. A felek találomra lövöldöztek, így nem tettek sok kárt egymásban, de egy free state milicista meghalt és többek megsebesültek. A frankliniek közül egy embert sikerült megsebesíteni.
Egy franklini lakos elmenekült a nyolc kilométerre levő hadsereg táborába és riadóztatta a lovasságot, amely a segítségkérésre reagálva nem sokkal hajnal előtt ért Franklinbe. Ekkorra azonban a harc már véget ért. Noha a védők elszántan küzdöttek, de a lawrence-i támadók egy szekérnyi szalmát toltak az erőd bejárata elé és felgyújtották. A fénytől és a hőségtől megriadt védők attól tartottak, hogy élve megégetik őket és az éjszaka leple alatt elmenekültek az erődből. Az erőd végül nem égett le, bár a mellette álló postaépület tűzkárokat szenvedett. A free state milícia ötven-nyolcvan puskát és lőszert zsákmányolt az erődből, valamint megtalálták a Lawrence kifosztásakor elrabolt Old Sacramento ágyút. Magukkal vittek 14 foglyot és a felhalmozott élelmiszerkészletet. Az erődöt bár elhagyták, de többet nem szolgált védelmi célokat.
Kansas állammá válásának blokkolása csak azután szűnt meg, hogy az 1860-as elnökválasztás után a déli államok elszakadtak, szenátoraik elhagyták a Kongresszust és ennek következtében a Demokrata párt bázisa összeomlott. Az előállt republikánus többség 1861-ben rabszolgatartást tiltó alkotmánnyal iktatta be államai közé Kansast. Lane ezután 1861-ben ismét szenátorrá választották.

### A polgárháborúban

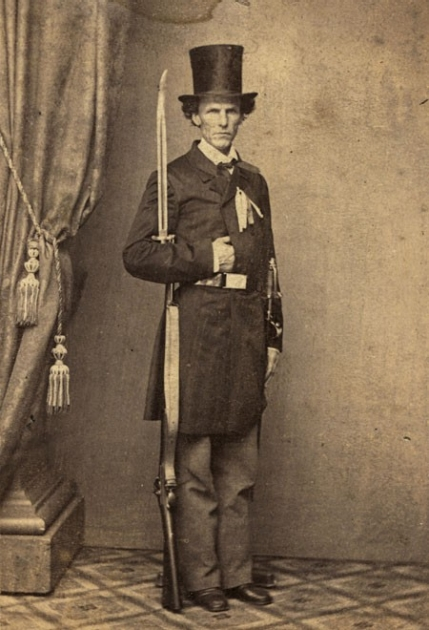
James H. Lane valószínűleg a polgárháború idején készült képe, civil ruhában, szuronyos puskával.

#### A Dry Wood Creek-i ütközet
|  | „Azt mondom magának, Carl Schurz, úgy el kell bánnunk ezekkel a gazemberekkel, hogy arról kóduljanak. Csak jót tettek vele, hogy megkövezték az embereinket Baltimore-ban és ellőtték Fort Sumpterről a lobogót. Most egész Észak vért akar látni és meg is kapják.” |
|  | |

A Bull Run-i vereség után David Hunterrel és Cassius M. Clay-vel együtt Jayhawkerei élén részt vett a Fehér Házat védelmező csapatok felállításában. 1861 augusztusában az elnök barátságának birtokában és a szövetségi kormány támogatásával a háta mögött gumimeghatalmazással Kansasbe ment, és katonai intézkedéseket kezdett foganatosítani a kormányzó és az adminisztratív terület vezetőjének tiltakozása ellenére. Jayhawker önkéntesekből megalakította a 3. és 4. kansasi gyalogezredet, valamint az 5. kansasi lovasezredet. A Sterling Price vezérőrnagy vezette déli szimpatizáns Missouri állami milícia a Wilson’s Creek-i ütközetben aratott győzelme után betört Kansasbe, hogy készleteket és öszvéreket zsákmányoljon a Fort Scott erődjében berendezett ellátóbázisból. Lane hatszáz fős lovasságával megpróbálta meglepni a tízszeres létszámfölényben levő, de rosszul felszerelt és kiképzetlen déli milicistákat.
1861. szeptember 2-án Lane lovassága a Vernon megyei Dry Wood Creeknél rárontotta a milíciára de a kansasiek rohamát rövidesen visszaverték és két órányi harc után vereséget szenvedtek. Lane a hátasokat hátrahagyva visszavonult Fort Scott falai mögé. Price az ütközet után a toborzást folytatva inkább a nyugat-missouri Lexington ellen fordult, így Lane megtartotta Fort Scottot.

#### Az osceolai portya
Miközben 1861 szeptemberében Price körülvette James A. Mulligan ezredes erőit a Kansas City környéki első lexingtoni ütközetben, John C. Frémont vezérőrnagy, a Missouri adminisztratív hivatal parancsnoka elrendelte, hogy Mulligan tehermentesítése érdekében Lane Jayhawkereivel hajtson végre erődemonstrációt a Kansas-Missouri határvidéken. Lane kapott az alkalmon, lerohanta és felgyújtotta a határmenti Morristown faluját, majd egy hat mérföld szélességben tizenöt mérföld mélyen feldúlta a konföderációs szimpátiájú Missouri vidéket. Lane és Jayhawkerei lényegében minden missouri lakost ellenségként kezeltek tekintet nélkül a civil mivoltukra. Morristown után kirabolták Harrisonville-t, Butlert és Clintont is. Az Osceola kifosztásában kulmináló rablóportya során a rombolással és fosztogatással egymillió dolláros kárt okoztak, és a rabszolgákat elvéve tulajdonosaiktól felszabadítottnak nyilvánították őket. Minden mozdíthatót elvittek, bútorokat és személyes használati tárgyakat is raboltak. 1861. szeptember 23-án Osceolában, a határvidék egyik legnagyobb városában lerészegedtek, a lakosságot terrorizálva haditörvényszék előtt halálra ítéltek és kivégeztek kilenc fegyvertelen civilt, majd felgyújtották a várost és rabolt javakkal megrakodva, rabszolgák százait magukkal hurcolva visszatértek Kansasbe.
Az ilyesféle atrocitások, mint Osceola kifosztása, vagy a Charles R. Jennison vezette “Independent Mounted Kansas Jayhawkers”, más néven a 7. kansasi önkéntes lovasság Jackson megyei rablóhadjárata hozzájárultak a déli elkötelezettségű vidékek rombadöntéséhez az uniós szimpátia szétfoszlásához Missouriban. Lane többen támadták módszerei miatt. Az elkötelezetten uniópárti George Caleb Bingham szerint „Ha Jennisont felakasztanák, Sterling Price tábornok elvesztené valaha volt legjobb toborzótisztjét.” Leghangosabban a Frémontot a Missouri adminisztrációs körzet vezetésében felváltó Henry W. Halleck vezérőrnagy támadta. Lane-ék tetteiről azt írta: „A Lane és Jennison által vezetettek eljárása ezreket fordított szembe a korábban uniós elkötelezettségűek közül. Még néhány ilyen portya a hangadó kongresszusi honatyák ultraradikális beszédeivel kombinálva és az egész állam ugyanolyan egységesen ellenünk fordul, mint Kelet-Virginia.” Ezzel a Lane dandár Jayhawkereit kivonták a Missouri hadszíntérről és részben más hadszínterekre vezényelték át őket.

#### Dandártábornoki előléptetése
1861. december 18-án Lane-t előléptették az önkéntes hadsereg dandártábornokává. 1862. március 21-én politikai vitában eldőlt, hogy beiktatott szenátor nem viselhet tábornoki rangot, így rangját visszavonták. 1862. április 11-én azonban újra megkapta a dandártábornoki rangot a szenátus jóváhagyásával.
1862 júliusában Kansas toborzási biztosává nevezték ki, melyben az állami hatóságokkal való gyakori összeütközések mellett 1863 folyamán kitartó munkával építette a szövetségi haderőt. 1862. október 27-én Lane fegyverbe állította az 1. kansasi színes önkéntesezredet, mely két nappal később az Island Mound-i ütközetben esett át a tűzkeresztségben. Ez az alakulat volt az első néger egység a polgárháborúban az Unió oldalán, egy évvel megelőzve a híres 54. massachusettsi önkéntes ezred megalakítását. Az alakulatot a szövetségi hadseregbe nem lehetett még betagolni, ezért 1863. január 13-ig még csak a kansasi milícia tagjai voltak. Ekkoriban egy nagy déli expedíció megszervezésével is foglalkozott, mely vállalkozás nem valósult meg.
Lane és más abolicionisták pusztító portyáira 1863. augusztus 21-én a Quantrill portya adott hasonlóan pusztító választ. A konföderációs gerillák „Emlékezz Osceolára!” csatakiáltással megrohanták a kansasi Lawrence-t és olyan öldöklést vittek végbe, hogy az esetet a lawrence-i mészárlás néven is emlegetik. Lane-t mindenki máshoz hasonlóan váratlanul érte a támadás és kikergette a városból és egy közeli völgyben kellett menedéket keresnie a támadók elől.
1864 szeptemberében Price ismét megpróbálkozott Missouriba betörni. Hadjárata folyamán Lane hadsegédként szolgált Samuel R. Curtis vezérőrnagy stábjában, mely a Határmenti hadsereggel Kansas védelmét látta el. Lane ebbéli minőségében vett részt a westporti diadalban, ahol Price hadseregét megverték és visszavonulásra kényszerítették.
1864-ben komoly erőfeszítésekkel támogatta Lincoln újraválasztási kampányát. Lane 1863-ban nézeteltérésbe került az elnökkel és gyakran összevitázott kansasi szenátortársával, Samuel C. Pomeroy-jal is. Az 1864-es elnökválasztási kampányba Pomeroy a Lincolnnal elégedetlen radikálisok jelöltje, Salmon P. Chase jelölése mögé sorakozott, s ezt látva Lane a Kansas fölötti dominanciát kérte Lincolntól a támogatásáért. Az ígéret birtokában 1864 júniusában hátat fordított a radikális republikánusok vonalának és a Union League-ben sok radikálist meggyőzve elérte Lincoln jelölését a baltimore-i National Union konvención. A bejelentés lényegében derékba törte az elnökkel szembeni ellenállást, és jelentősen hozzájárult Lincoln újraválasztásához.
Lane szenátor a Lincoln elleni merénylet idején is Washingtonban tartózkodott. A meggyilkolására szőtt összeesküvésben bűnösnek talált és halálra ítélt Mary Surratt lánya, Anna megpróbált az új elnök, Andrew Johnson színe elé járulni és kegyelemért folyamodni. Lane Preston King new york-i szenátorral együtt megakadályozták hogy beléphessen az új elnök irodájába. A sokak által ártatlannak talált Mary Surratt kivégzése utáni nyolc hónapon belül mindketten öngyilkosságot követtek el.

### A háború után
Mikor Andrew Johnson elnök szembekerült a republikánusokkal, Lane otthagyta a radikálisok táborát és az elnököt támogatta. Néhány szenátor emiatt megvádolta, hogy az indiánokkal szemben csalásokat követett el. Lane-t emiatt depresszió kerítette hatalmába és mentálisan instabillá válva egy családlátogatási utazáson főbe lőtte magát. Tíz nappal később, 1866. július 11-én belehalt sebesülésébe.

## Fordítás
- Ez a szócikk részben vagy egészben  a   James H. Lane című angol Wikipédia-szócikk ezen változatának fordításán alapul.  Az eredeti cikk szerkesztőit annak laptörténete sorolja fel. Ez a jelzés csupán a megfogalmazás eredetét és a szerzői jogokat jelzi, nem szolgál a cikkben szereplő információk forrásmegjelöléseként.